# Badische A1
In die Gattung A1 ordnete die Badische Staatseisenbahn eine Elektrolokomotive für den Betrieb auf der Wiesentalbahn und der Wehratalbahn ein.

## Geschichte
Seit der Errichtung des Wasserkraftwerks Wyhlen-Augst hatte die badische Bahn seit der Jahrhundertwende zum 20. Jahrhundert die Möglichkeit, auch die elektrische Zugförderung auf ihren Strecken einzuführen. Als erste Strecke für die Elektrifizierung bestimmte man die Wiesentalbahn und die Wehratalbahn.
Die Energie aus Wyhlen wurde mit zwei unabhängig trassierten Kraftstromleitungen in den 10 km entfernten Badischen Bahnhof geleitet, wo eine aufwendige Umformtechnik installiert worden war. Schon von Anfang an wurde ein rotierender Umformer eingesetzt, der auf elektromechanischem Wege aus dem Eingangsstrom 10'000 V, 3 Phasen 50 Hz auf 2 Phasen 15'000 V und 16 2/3 Hz umgeformt hatte, dem heute immer noch benutzen Standard. Darüber hinaus wurden Notstromversorgungen auf Akkumulatorbasis und auch Dampfturbogeneratoren installiert, die aber später stillgelegt und ausgebaut wurden, nachdem der Stromverbund mit DB- und SBB-Netzen dies überflüssig gemacht hatte.
Als Lokomotive wählte man aus mehreren eingereichten Entwürfen einen von Siemens-Schuckert und Maffei entwickelten aus. Die Lokomotiven sollten bei einer 10-‰-Steigung einen 180-t-Zug mit 60 km/h befördern können. Als Höchstgeschwindigkeit waren 75 km/h vorgesehen.
Da die Elektrifizierung der Strecke bei Ablieferung der Lokomotive 1910 noch nicht abgeschlossen war, erfolgte die Erprobung auf der Strecke Murnau–Oberammergau der Lokalbahn Aktien-Gesellschaft. Im folgenden Jahr zog die Maschine den Eröffnungszug auf der Strecke Bitterfeld–Dessau und wurde auf der Industrie- und Gewerbeausstellung in Turin gezeigt. Ab 1912 war sie dann auf den badischen Strecken im Einsatz. Die Lokomotive besaß einige technische Mängel. So neigte sie zu Schüttelschwingungen. Diese versuchte man bei den Lokomotiven der nachfolgenden Gattung A2 zu verringern. Aufgrund dieser Probleme wurde sie nur für Aushilfsdienste eingesetzt. 1923 kam sie zur Hafenbahn Altona, wurde aber noch im gleichen Jahr zerlegt.

## Konstruktive Merkmale
Die Lokomotive besaß einen mit Querverbindungen versteiften aus Wangen bestehenden Rahmen. Die Bodenbleche und Fahrmotorenlagerungen sorgten für weitere Versteifungen. Der Lokomotivkasten bestand aus Stahlblech. Der Maschinenraum zwischen den Führerständen war nicht abgeteilt. Über jedem der Fahrmotoren befand sich ein halbhoher schmaler Vorbau.
Bei den Fahrmotoren handelte es sich um Wechselstrom-Reihenschlussmotoren mit Hilfserregung. Die Laufachsen hatten keine Rückstellvorrichtung, die Führung der Lokomotive erfolgte somit nur durch die Kuppelachsen. Der Antrieb erfolgte durch einen Stangenantrieb von zwei um 45° geneigten Treibstangen auf jeweils eine Blindwelle.
Die beiden Stromabnehmer waren von Anfang an Scherenstromabnehmer, druckluftbetrieben, und hatten ein Bügeltrennmesser. Der Öltransformator besaß eine Fremdkühlung durch zwei Lüfter. Die Primärwicklung war umschaltbar auf 5, 10 und 15 kV. Die Steuerung erfolgte durch einen Drehtransformator mit elektromotorischem Antrieb und vier Schütze.
Daneben verfügte die Lokomotive über eine Druckluftbremse, eine Sandstreueinrichtung und eine Handbremse. Der elektrische betriebene Zugheizkessel befand sich im Maschinenraum.